# South Central Alaska

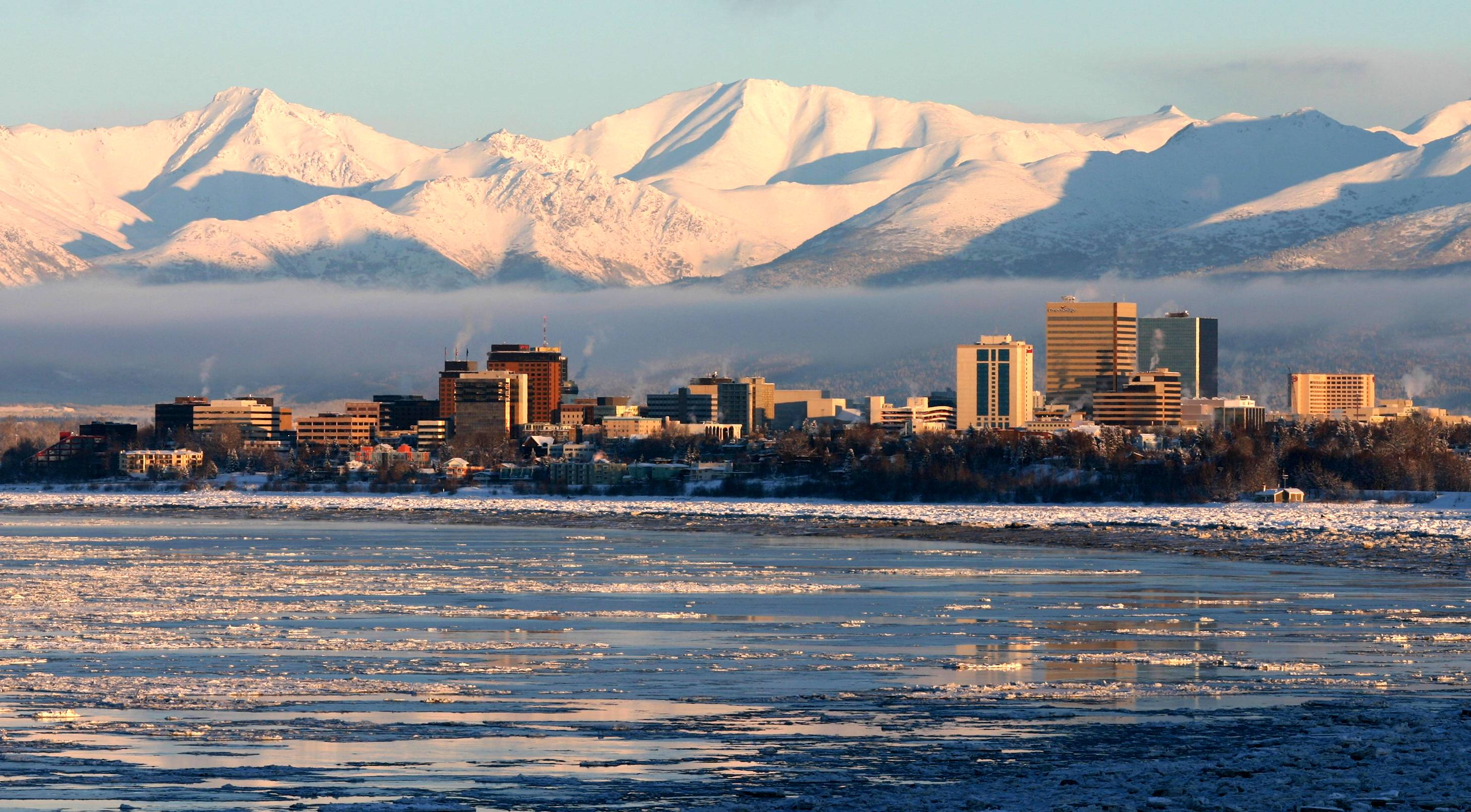
Anchorage vor den Chugach Mountains

South Central Alaska ist eine Region im US-Bundesstaat Alaska am Golf von Alaska zwischen den Aleuten und der Panhandle. Im Norden wird South Central von der Alaskakette begrenzt. Ein Großteil der Einwohner Alaskas lebt in dieser Region, hauptsächlich in und um Anchorage.
Die Region umfasst die Alaska-Halbinsel, die Kodiak-Insel, die Kenai-Halbinsel, das Cook Inlet und den Prince William Sound, außerdem die Nationalparks Kenai Fjords und Wrangell-St. Elias. Fischereiwirtschaft und Ölverarbeitung sind die vorherrschenden Wirtschaftszweige. Neben Anchorage liegen unter anderem die Städte Kenai, Valdez, Homer und Seward in South Central Alaska. 